# Calea ferată de mare viteză din Italia
Calea ferată de mare viteză din Italia este formată din mai multe linii care leagă majoritatea orașelor mari ale țării.  Trenurile sunt operate cu o viteză maximă de 300 km/h (190 mph).
Serviciul de călători este oferit de Trenitalia și, din aprilie 2012, de NTV, primul operator privat de acces feroviar de mare viteză din lume care concurează cu un monopol de stat. 25 de milioane de pasageri au călătorit pe rețea în 2011. În 2015, numărul de călători a crescut la 55 de milioane pentru Trenitalia și 9,1 milioane pentru NTV, pentru un total de 64 de milioane de pasageri.